# Cencos
El Centro Nacional de Comunicación Social (Cencos) es una organización civil sin fines de lucro de México fundada en 1964 por Luz María Longoria y José Álvarez Icaza. Está dedicada a la comunicación social de acciones en favor de los Derechos Humanos en México, así como del trabajo en temas de libertad de expresión, debido proceso, desaparición forzada, acceso a la justicia y otros. La Comisión de Derechos Humanos de la Ciudad de México considera al Centro un "pilar en el proceso democrático en este país".

## Historia
Fue fundado el 23 de junio de 1964 por Luz María Luzma Longoria y José Pepe Álvarez Icaza, dos laicos activos que al momento de la fundación del centro contaban con una amplia experiencia dentro del laicismo, y eran parte del Movimiento Familiar Cristiano (MFC), teniendo una activa actuación junto al obispo Sergio Méndez Arceo en el Concilio Vaticano II. En esta reunión se reafirmó que la Iglesia y sus fieles contaban con el derecho de crear medios de comunicación social en pro de extender el mensaje cristiano entre la sociedad. En este sentido, el matrimonio Longoria-Álvarez Icaza decidió fundar un espacio de comunicación eclesiástica en la casa ubicada en Medellín 33, en la Colonia Roma, como vocero oficial del episcopado mexicano, contando con el respaldo del obispo Emilio Abascal y de otras organizaciones como Acción Católica Mexicana, Caballeros de Colón y la Escuela de Periodismo Carlos Septién García. La primera actividad de Cencos fue la visita del cardenal Eugene Tisserant a México, del 17 de agosto al 3 de septiembre de 1964. En 1965 se constituyó como una sociedad civil.
Luego de oponerse a la actitud de la jerarquía católica ante la represión sufrida por el Movimiento estudiantil de 1968, Cencos inició un proceso de ruptura con el episcopado. El 9 de abril de 1969 dicha institución determinó de manera unilateral terminar el servicio que Cencos hacía de la difusión de sus mensajes. El centro decidió entonces que a partir de ese momento se convertiría "en un medio de expresión y de diálogo de la iglesia no jerárquica". Sus fundadores vieron en el apostolado secular un campo de acción, concretamente en la comunicación social de causas sociales.
Con el paso de los años el centro viró hacia dar espacio a la comunicación de proyectos, causas y denuncias relacionadas con los derechos humanos en México y de movimientos sociales como estudiantes, sindicatos, grupos indígenas y víctimas de violaciones a sus derechos, que no contaban con un espacio en los medios de comunicación convencionales. Debido al viraje dado en la cobertura de la organización a ciertos temas, algunas de las familias que inicialmente apoyaron al centro dejaron de hacerlo. En 1981 enfrentó un cierre parcial debido a falta de recursos económicos, cuando daba servicios de comunicación a 1161 causas u organizaciones en todo México.
En la década de los setenta, además de sus actividades de apoyo a la sociedad civil, Cencos dio cobertura y apoyo a activistas sociales, de la iglesia, periodistas y otros  de diferentes países de Sud y Centroamérica y el Caribe, debido a los golpes de estado y en apoyo de movimientos sociales que buscaban el cambio hacia una sociedad más justa en esos países. En los años ochenta, el centro apoyó a movimientos sociales como los derivados del Terremoto de México de 1985, luchas sindicales y obreras así como las movilizaciones luego del presunto fraude electoral en las elecciones federales de 1988.
En 1994 el centro apoyo el surgimiento del Ejército Zapatista de Liberación Nacional y el movimiento indígena en Chiapas, participando activamente en la cobertura del mismo y los procesos posteriores al levantamiento armado como el Congreso Nacional Indígena. Desde los años noventa la organización inició actividades para promover la participación ciudadana en la toma de decisiones y en procesos de fortalecimiento y crecimiento de organizaciones de la sociedad civil en México.
Desde los años 2000 y ante el incremento de los ataques a periodistas en el país, Cencos ha incrementado su actividad respecto a la libertad de expresión y a dar seguimiento a casos de intimidación a reporteros y trabajadores de comunicación. De la mano de organizaciones como Article 19 publica continuamente índices y valoraciones al respecto.
En las instalaciones del centro se realizan frecuentemente conferencias de prensa de personas y organizaciones de distintas causas y movimientos.

### Directores y directoras del centro
- 1994 - 1999 - Emilio Álvarez Icaza
- 1999 - 2000 - Cecilia Sánchez
- 2000 - 2006 - Eréndira Cruzvillegas Fuentes
- 2006 - 2013 - Brisa Solís
- 2013 - 2016 - Omar Rábago Vital
- 2016 - actualidad - Ixchel Cisneros

## Ataques a las instalaciones del centro
Las oficinas del centro han sido allanadas en distintas ocasiones debido a sus actividades y causas que apoyan. En 1977 fueron allanados por la policía al mando de Arturo Durazo, debido al apoyo en comunicación que dio el centro a la Revolución Sandinista. Nuevamente en 1982, 1998 y 1994 sus oficinas fueron atacadas. En 2015 nuevamente dos sujetos allanaron la casa de la colonia Roma, robando diversos objetos como computadoras y cámaras fotográficas, saquearon archivos y revisaron documentos

## Premios y distinciones
- Premio Nacional al Portal de Información de Derechos Humanos - 2015 por el Club de Periodistas de México[8]